# Catuvolcos
Catuvolcos est un roi de la moitié des Eburons. Il gouverne en co-royauté avec Ambiorix le peuple belge des Éburons, au Ier siècle av. J.-C.

## Étymologie
Catuvolcos est un composé celte signifiant « qui combat comme un faucon » : *catu - *uolcos.

## Histoire

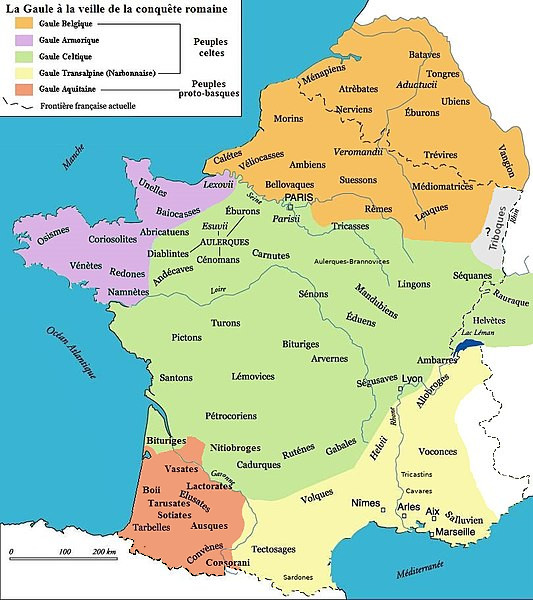
Carte des peuples celtes de Gaule.

Catuvolcos n'est connu que par trois mentions de Jules César dans ses Commentaires sur la Guerre des Gaules (Livre V, chapitres 24 et 26, Livre VI, chapitre 31) :
- Les Éburons, dont le territoire s’étend de la Meuse au Rhin, sont « gouvernés »[2] conjointement par Ambiorix et Catuvolcos.
- César précise que ces deux souverains déclenchent une attaque contre les camps romains qui hivernent, à l’instigation d’Indutiomaros, notable des Trévires et chef du parti anti-romain.
- Catuvolcos, « affaibli par l’âge » et ne pouvant poursuivre la guerre, s’empoisonne avec de l’if[3], en 53 av. J.-C.

## Hommages
- Le groupe de folk métal canadien Catuvolcus est nommé ainsi en l'honneur de ce roi.

## Sources
- Venceslas Kruta, Les Celtes, Histoire et Dictionnaire, Éditions Robert Laffont, coll. « Bouquins », Paris, 2000,  (ISBN 2-7028-6261-6).
- John Haywood (intr. Barry Cunliffe, trad. Colette Stévanovitch), Atlas historique des Celtes, éditions Autrement, Paris, 2002,  (ISBN 2-7467-0187-1).
- Consulter aussi la bibliographie sur les Celtes.

## Wikisource
- Jules César, Commentaires sur la Guerre des Gaules
  - Livre V
  - Livre VI